# La mentira (telenovela de 1998)
La mentira es una telenovela mexicana basada en la telenovela del mismo nombre de 1965, original de Caridad Bravo Adams. Producida por Carlos Sotomayor en 1998.
Protagonizada por Kate del Castillo y  Guy Ecker, junto a la actuación de  Karla Álvarez como la villana principal. Además cuenta con las actuaciones estelares de Sergio Basáñez, las primeras actrices Rosa María Bianchi, Blanca Guerra y el primer actor Eric del Castillo, así como la participación especial de Rodrigo Abed.

## Sinopsis
Demetrio Asúnzolo Santamaría llega a Pueblo Alegre, una pequeña y remota localidad en el estado de Jalisco, donde su querido medio hermano, Ricardo Platas, vive y trabaja cultivando agave; allí, Demetrio descubre con horror que Ricardo se ha suicidado después de que una mujer le rompiese el corazón. Poco a poco, y gracias a la ayuda de los habitantes (quienes, en un inicio, se muestran hostiles pero terminan ofreciéndole su amistad), Demetrio logra juntar las pistas que lo llevaron a la tragedia. 
Su investigación lo conduce hasta la Ciudad de México, a la mansión de los millonarios Fernández-Negrete, donde Ricardo había sido durante un tiempo un trabajador de buena confianza. Según la información que ha conseguido, la mujer por quién Ricardo se quitó la vida vive en esa casa y su nombre empieza por V, pues le dejó a Ricardo una carta de despedida firmada con esa letra y un broche en forma de V. La mujer también le dejó una fotografía suya, pero estaba en tan mal estado, que no se le podía ver la cara.
Demetrio acude a una fiesta en la mansión Fernández-Negrete y allí conoce a Verónica y Virginia Fernández-Negrete, ambas primas hermanas y sobrinas de los señores Teodoro y Sara Fernández-Negrete. Sin saber cuál es la culpable, Demetrio es engañado tras una serie de coincidencias y rumores y termina creyendo que la mujer a la que busca es Verónica. Así, comienza su plan de venganza: primero coquetea con Verónica, la seduce y hace que se enamore de él para luego pedirle matrimonio. Después de la boda, prácticamente la secuestra y la lleva al pequeño pueblo donde Ricardo se suicidó, decidido a hacerle la vida imposible y vengarse por el suicidio de Ricardo.
Ni Demetrio, ni Verónica, imaginan que la realidad en la que están atrapados es obra ni más ni menos que de "LA DULCE VIRGINIA FERNÁNDEZ NEGRETE", cuya cara angelical esconde un espíritu perverso,lleno de odio,rencor,envidia principalmente en contra de Verónica.Virginia siempre se ha mostrado sin máscaras frente a Verónica, ofendiendo y provocándola,de modo que Veronica reacciona en defensa, gritando o pegándole y Virginia siempre es la víctima ante toda la familia y Verónica,la mala del cuento.
Un plan cuidadosamente creado por Virginia para perjudicar a Verónica, ya que siempre la ha odiado, siempre aprovecha la menor oportunidad para hacer quedar mal a Verónica y no descansará hasta hacerle el mayor daño imaginable. El propósito de Virginia es casarse con Juan, su primo, para así cambiar su estatus de sobrina y pasar a ser la señora Fernández-Negrete por partida doble y así quedarse con toda la fortuna de la familia.
Cuando Demetrio descubre la verdad, todo parecerá perdido, pues Verónica lo abandona por no haber confiado en ella y haberse dejado engañar por las malas artes de Virginia. Por ello, Demetrio tendrá que luchar muy duro para recuperar su amor.

## Reparto
- Kate del Castillo - Verónica Fernández-Negrete de Asúnzolo
- Guy Ecker - Demetrio Asúnzolo Santamaría
- Karla Álvarez - Virginia Fernández-Negrete de Fernández-Negrete
- Sergio Basáñez - Juan Fernández-Negrete
- Rosa María Bianchi - Sara de Fernández-Negrete
- Eric del Castillo - Teodoro Fernández-Negrete
- Silvia Mariscal - Leticia "Lety"
- Blanca Guerra - Miranda Montesinos
- Tony Bravo - André Belot
- Mayrín Villanueva - Nicole Belot
- Salvador Pineda - Francisco Moguel
- Tina Romero - Irma de Moguel
- Aarón Hernán - Padre Pablo Williams
- Carlos Cámara - José "Pepe" Diez
- Guillermo Rivas - Profesor Aguirre
- Luis Gatica - Santiago Terrazas
- Roxana Castellanos - Yadira Balanzario
- Israel Jaitovich - Jacinto
- Amparo Garrido - Antonia "Toña"
- Julio Bracho - Carlitos Jr.
- José Antonio Ferral - Natalicio Gómez "Don Nato"
- Claudia Elisa Aguilar - Gildarda
- Vanessa Arias - Beatriz "Betty"
- Gabriela Arroyo - Maruquita
- Antonio de la Vega - Pepe Martínez
- Vicente Herrera - Mauricio Pérez
- Gustavo Negrete - Carlos
- Rodrigo Abed - Ricardo Platas Santamaría
- Alex Trillanes - Marcos
- Claudia Troyo - Irazema
- Audrey Vera - Karla
- Ximena Adriana - Mosita
- Eduardo Iduñate - Policía
- Sergio Reynoso - Lic. Ernesto Saucedo
- Elsa Cárdenas - Helen
- Liza Willert - Sra. Gilbert
- Miguel Garza - Ignacio Sosa
- Lucía Pailles - Tula
- José Luis Avendaño - Cecilio
- Carmela Masso - Chona
- Eugenia Avendaño - Guadalupe de Martínez
- Estrella Lugo - Laura
- Alexandra Monterrubio - Julia
- Montserrat Campos - Chantal
- Alejandro Villeli - Maestro de teatro
- Rubén Morales
- Jaime Puga
- Yamil Sessin
- Horacio Castelo
- Martín Rojas

## Equipo de producción
- Una historia de: Nora Alemán
- Basada en el original de: Caridad Bravo Adams
- Tema de entrada: Me voy a quitar de en medio
- Intérprete: Vicente Fernández
- Edición literaria: Martín Tamez Almada, René Borbolla, Alejandra León de la Barra
- Escenografía: Rocío Vélez
- Ambientación: Rosalba Santoyo
- Diseño de vestuario: Silvia Terán, Vanessa Zamora
- Edición: Ángel Domínguez, Omar Blanco
- Musicalizador: Jesús Blanco
- Iluminador: Carlos Ruiz
- Jefes de locación: Emilio Rentería, Francisco Sosa, Israel Martínez
- Jefes de producción: Elías Solorio Lara, Juan Nápoles
- Gerente de producción: Juan Manuel Silva
- Coordinador general: Juan Antonio Arvizu V.
- Director de cámaras en locación: Marco Rodríguez
- Directores en escena en locación: Rafael Esteban, Claudio Reyes Rubio
- Director de cámaras: Armando Zafra
- Director de escena: Sergio Cataño
- Productor asociado: Rafael Urióstegui
- Productor ejecutivo: Carlos Sotomayor

## Premios

### Premios TVyNovelas 1999
| Categoría                   | Nominado(a)        | Resultado |
| --------------------------- | ------------------ | --------- |
| Mejor telenovela            | Carlos Sotomayor   | Nominado  |
| Mejor villana               | Karla Álvarez      | Nominada  |
| Mejor villano               | Luis Gatica        | Nominado  |
| Mejor primera actriz        | Rosa María Bianchi | Nominada  |
| Mejor primer actor          | Eric del Castillo  | Nominado  |
| Mejor actriz joven          | Kate del Castillo  | Nominada  |
| Mejor actor joven           | Guy Ecker          | Ganador   |
| Mejor historia o adaptación | Nora Alemán        | Ganadora  |
| Debutante del año           | Mayrín Villanueva  | Nominada  |
| Mejor escenografía          | Rocío Vélez        | Ganadora  |
| Mejor ambientación          | Rosalba Santoyo    | Ganadora  |

### Premios ACE 1999
| Categoría               | Nominado(a)      | Resultado |
| ----------------------- | ---------------- | --------- |
| Mejor programa escénico | Carlos Sotomayor | Ganador   |
| Mejor director          | Sergio Cataño    | Ganador   |

### Premios Bravo 1999
| Año  | Categoría        | Nominado(a)       | Resultado |
| ---- | ---------------- | ----------------- | --------- |
| 1999 | Mejor actor      | Guy Ecker         | Ganador   |
| 1999 | Mejor actriz     | Kate del Castillo | Ganadora  |
| 1999 | Mejor adaptación | Nora Alemán       | Ganadora  |

### Califa de Oro 1998
| Categoría       | Nominado(a)  | Resultado |
| --------------- | ------------ | --------- |
| Mejor actuación | Aarón Hernán | Ganador   |

### Premios Eres 1999
| Categoría                  | Nominado(a)       | Resultado |
| -------------------------- | ----------------- | --------- |
| Mejor actriz de telenovela | Kate del Castillo | Ganadora  |

## Versiones
- La mentira (1952), película dirigida por Juan J. Ortega y protagonizada por Marga López, Jorge Mistral y Gina Cabrera.
- La mentira (1965), telenovela dirigida y producida por Ernesto Alonso para Televisa. Protagonizada por Julissa, Enrique Lizalde, Fanny Cano y Enrique Rocha.
- Calúnia (1966), telenovela brasileña de TV Tupi, protagonizada por Fernanda Montenegro, Sergio Cardoso y Geórgia Gomide.
- La mentira (1970), película dirigida por Emilio Gómez Muriel y protagonizada por Julissa, Enrique Lizalde y Blanca Sánchez.
- El amor nunca muere (1982), telenovela dirigida por Alfredo Saldaña y producida por Ernesto Alonso para Televisa. Protagonizada por Christian Bach, Frank Moro, Silvia Pasquel y Eduardo Yáñez.
- El juramento (2008), telenovela producida por Telemundo y protagonizada por Natalia Streignard, Osvaldo Ríos y Dominika Paleta. En un principio esta telenovela iba a llevar por título El engaño.
- Cuando me enamoro (2010), telenovela producida por Carlos Moreno Laguillo para Televisa y protagonizada por Silvia Navarro, Juan Soler y Rocío Banquells.
- Coraçőes Feridos (2010, estrenada en 2012), telenovela brasileña producida por SBT y protagonizada por Patrícia Barros, Flávio Tolezani y Cynthia Falabella.
- Lo imperdonable (2015), telenovela producida por Salvador Mejía para Televisa y protagonizada por Ana Brenda Contreras, Iván Sánchez, Grettell Valdez y Sergio Sendel.

## Comercialización en formatos caseros
- Grupo Televisa lanza a la venta el DVD de La mentira[3][4]